# Helena West Side
Helena West Side é uma Região censo-designada localizada no estado americano de Montana, no Condado de Lewis and Clark.

## Demografia
Segundo o censo americano de 2000, a sua população era de 1711 habitantes.

## Geografia
De acordo com o United States Census Bureau tem uma área de
38,3 km², dos quais 38,2 km² cobertos por terra e 0,1 km² cobertos por água.

## Localidades na vizinhança
O diagrama seguinte representa as localidades num raio de 16 km ao redor de Helena West Side.